# Gants Hill
Gants Hill – stacja londyńskiego metra położona na trasie Central Line pomiędzy stacjami Redbridge a Newbury Park. Znajduje się w dzielnicy Gants Hill w gminie London Borough of Redbridge, w czwartej strefie biletowej. Stacja funkcjonuje od 14 grudnia 1947 W 2010 roku obsłużyła 5,060 miliona pasażerów.
W czasie II wojny światowej tunele stacji służyły jako schrony i składy amunicji. Znajdowały się w nich również linie produkcyjne części do samolotów firmy Plessey.

## Połączenia
Stacja obsługiwana jest przez autobusy linii 66, 123, 128, 150, 167, 179, 296, 396 i 462.

## Galeria

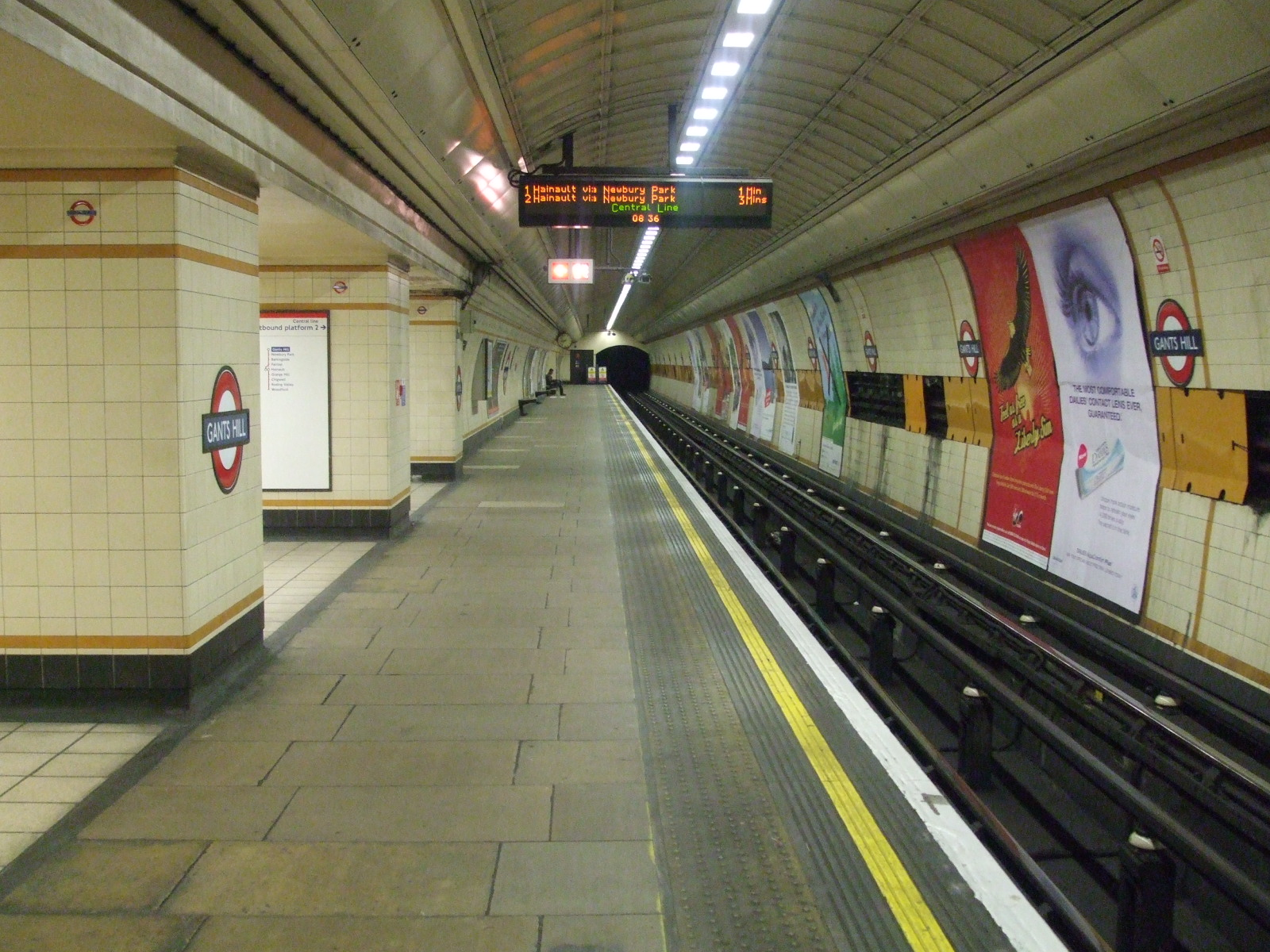
Platfoma w kierunku wschodnim
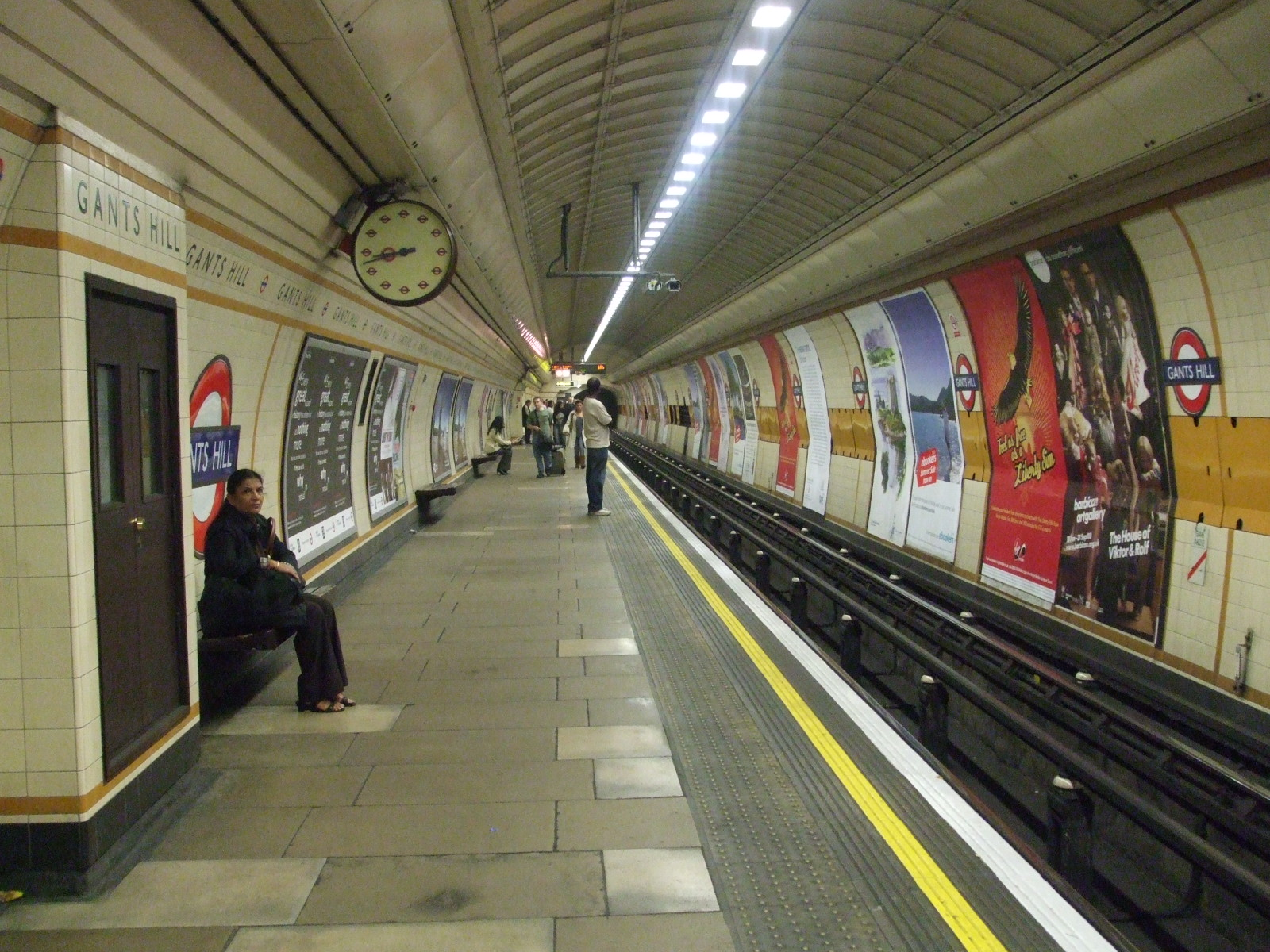
Platfoma w kierunku zachodnim
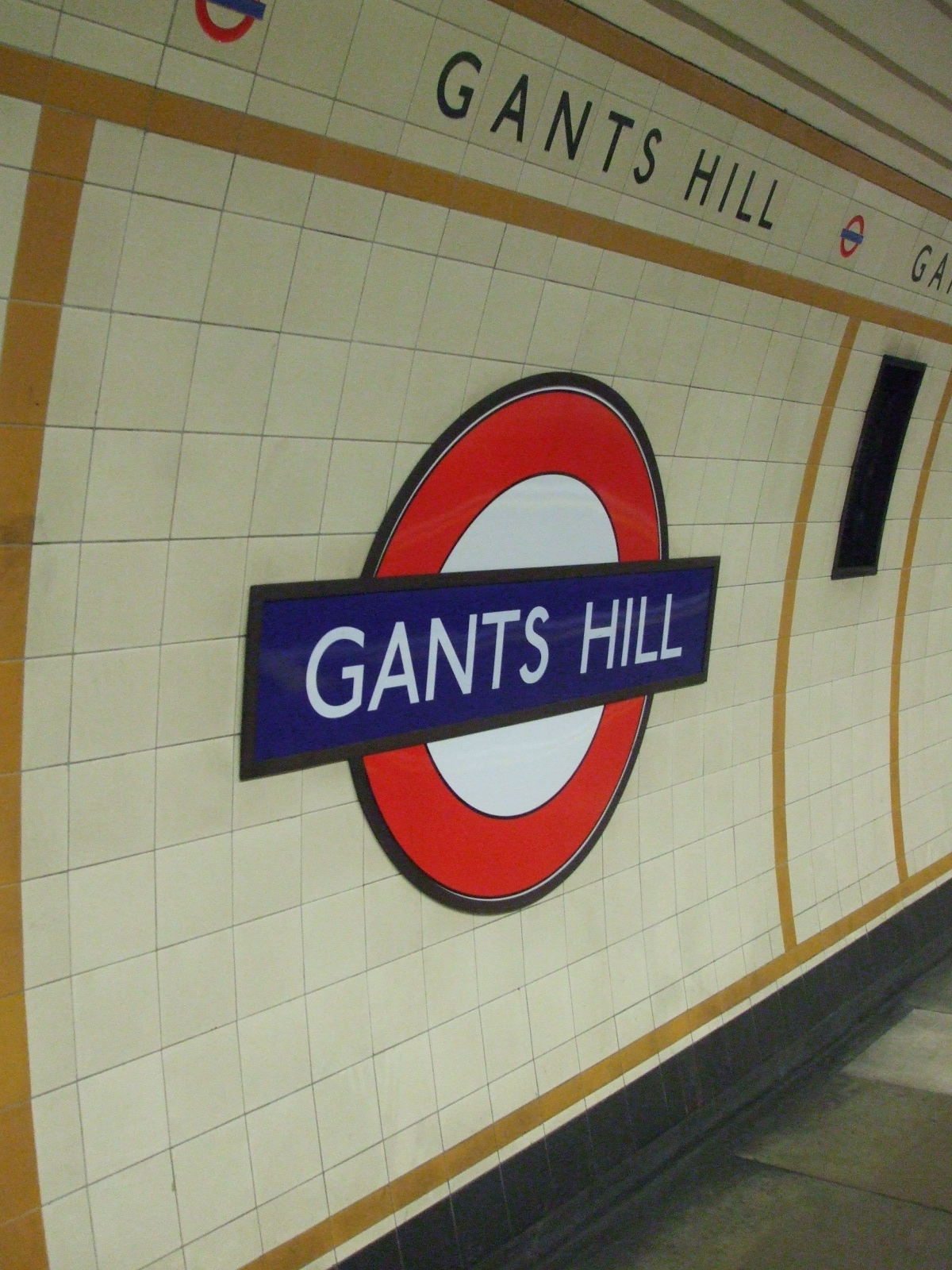
Symbol stacji